# Essey-la-Côte
Essey-la-Côte är en kommun i departementet Meurthe-et-Moselle i regionen Grand Est (tidigare regionen Lorraine) i nordöstra Frankrike. Kommunen ligger i kantonen Gerbéviller som tillhör arrondissementet Lunéville. År 2022 hade Essey-la-Côte 75 invånare.

## Befolkningsutveckling
Antalet invånare i kommunen Essey-la-Côte
| Referens: INSEE |